# Nuuk Stadion
Nuuk Stadion är en idrottsstadion i Nuuk, Grönland. Stadion har en kapacitet på 2 000 platser och används främst till fotbollsmatcher, men även som mötesplats och konsertarena. 
Nuuk Stadion ligger cirka 350 m från Godthåbhallen.